# سن-آنژ، کبک
سَن-آنژ (به فرانسوی: Saints-Anges) قصبه‌ای در منطقه شهری لا نوول-بوس ناحیه شودییر-آپالاش در استان کبک کانادا است. در سرشماری سال ۲۰۱۱ این قصبه ۱٬۰۷۶ نفر جمعیت داشته‌است و مساحت آن ۶۸٫۶۱ کیلومتر مربع است.